# Pino Tosini
Pour les articles homonymes, voir Tosini.
Pino Tosini, né en 1924 à Reggio d'Émilie et mort en 2003 à Orvieto, est un réalisateur et scénariste italien.

## Biographie
Actif de la fin des années 1960 au début des années 1980, il réalise au cours de sa carrière huit films, participant à l'écriture du scénario pour cinq d'entre eux. Il réalise notamment le poliziottesco Bouches cousues avec Lou Castel, Carla Romanelli, Jean Valmont, Roland Carey et Pier Paolo Capponi en 1970, le drame Les Assoiffées du sexe (it) avec Erika Blanc et Marcella Michelangeli en 1972, le decamerotico Don Pépès en 1973 avec Francis Blanche, le film biographique Un prete scomodo (it) consacré au prête Lorenzo Milani avec Enrico Maria Salerno et le giallo Une de trop en 1982 avec Dalila Di Lazzaro et John Saxon,.

## Filmographie

### Réalisateur
- 1969 : Revenge (it)
- 1970 : Bouches cousues (Bocche cucite)
- 1971 : Les Assoiffées du sexe (it) (La casa delle mele mature)
- 1972 : Frère voleur (it) (Fratello ladro)
- 1973 : Don Pépès (I racconti romani di una ex novizia)
- 1975 : Un prete scomodo (it)
- 1977 : Une femme d'occasion (Una donna di seconda mano)
- 1982 : Une de trop (Una di troppo)

### Scénariste
- 1970 : Bouches cousues (Bocche cucite)
- 1971 : Les Assoiffées du sexe (it) (La casa delle mele mature)
- 1973 : Don Pépès (I racconti romani di una ex novizia)
- 1975 : Un prete scomodo (it)
- 1982 : Une de trop (Una di troppo)